# FLTK
FLTK (ang. Fast Light Toolkit, czyli szybki lekki zestaw narzędzi) jest międzyplatformową biblioteką GUI, napisaną w C++ do użytku na platformach MS Windows, POSIX, macOS, Solaris i OS/2.
FLTK dostarcza nowoczesny funkcjonalny GUI i wsparcie dla grafiki 3D poprzez OpenGL i wbudowaną emulację GLUT. Biblioteka jest rozwijana przez małą grupę programistów z różnych części globu.
FLTK została zaprojektowana aby być mała i modularna w stopniu pozwalającym na statyczne linkowanie - skompilowany program Hello world na architekturze x86 w systemie GNU/Linux wykorzystujący tę bibliotekę zajmuje 97 kB.
Podobnie jak Qt posiada ona własny edytor o nazwie FLUID (FLTK User Interface Designer) umożliwiający projektowanie wyglądu interfejsu.